# لغط وظيفي
لغط وظيفي أو نفخة وظيفية (بالإنجليزية: functional murmur)‏ ويُسمى أيضاً اللغط القلبي الحميد أو نفخة بريئة (بالإنجليزية: innocent murmur)‏، كما يُسمى نفخة لاعضوية (بالإنجليزية: inorganic murmur)‏ اللغط الفسيولوجي (بالإنجليزية: physiologic murmur)‏ هو لغط قلبي يرجع في المقام الأول إلي ظروف فسيولوجية خارج القلب، وليس عيوب بنائية في القلب نفسه.
يمكن أن تنشأ ظروف خطيرة حتى في حالة عدم وجود خلل أساسي في القلب، ومن الممكن للظروف الطرفية أن تؤدي إلي تشوهات في القلب. ولذلك ينبغي توخي الحذر عند استخدام مصطلحي «بريء» أو «حميدة» في هذا السياق.
استخدام هذا المصطلح يعود إلى منتصف القرن التاسع عشر.

## اللغط القلبي الحميد في الأطفال
يعتبر اللغط الوظيفي أحد الاعتبارات الهامة في الفحص المبدئي للرضع أو الصغار.

### الخصائص
- ضعيف، أقل من 3/6 في شدة (وقد لوحظ أنه حتى عندما يكون مرض القلب الهيكلي موجود، لا نتوقع زيادة في الشدة.)
- تعتمد على الوضع في كثير من الأحيان، فيسمع اللغط أثناء الاستلقاء وقد يختفي عندالجلوس أو الاستقامة.[3]
- الفرد يتمتع بصحة جيدة، فلا توجد مخاوف بشأن النمو، أو أي أعراض قصور القلب مثل ضيق التنفس عند بذل جهد. (عند الرضع، اسأل ما إذا كان الطفل يبكي أو يتعرق أو يصبح معدل التنفس سريع أثناء الرضاعة، أما في الأطفال الأكبر سنا، يمكن توضيح ذلك عن طريق سؤال ما إذا كان الطفل لا يمكنه مواكبة أصدقائه أثناء اللعب).
- يحدث أثناء انقباض القلب أو يستمر خلال كل من الانقباض والانبساط. (اللغط الذي يحدث أثناءانبساط هي دائما مرضية.)
- الانقسام الوظيفي للصوت القلب الثاني.
- لا يمكن الإحساس بهرير واضح (الهرير هو الاهتزاز الناجم عن تدفق الدم المضطرب).

#### التنبؤ
- اللغط الحميد لا يعبر عن مشكلة ذات أهمية وغالبا ما يختفي مع نمو الطفل.[4]
- رسم القلب والأشعة السينية علي الصدر طبيعية.

##### الانواع والوصف وتشخيص تفريقي
| الاسم                                   | المكان | تشخيص تفريقي                                   |
| --------------------------------------- | --- | ---------------------------------------------- |
| نفخة ستيل                               | الجزء السفلي من أسفل حدود القصبة اليسرى، صوت انقباضي مندفع، صوت اهتزازي موسيقي                                 | ضيق تحت الأبهر وعيب الحاجز البطيني الصغير      |
| اندفاع رئوي                             | الجزء العلوي من أسفل القصبة اليسري، صوت إندفاعي                                                                | تضيق رئوي، وعيب الحاجز الأذيني                 |
| همهمة وريدية                            | تحت الترقوة في كل دورة القلب (الجانب الأيمن> الجانب الأيسر)، ويقل عند الضغط علي الوريد الوداجي أو تدوير الرقبة | قناة شريانية مفتوحة                            |
| لغط شرياني فوق الترقوة (لغط تدفق نظامي) | فوق الترقوة | صمام أبهري ثنائي الشرفات، وتضيق الصمام الأبهري |
| تضيق الرئوي طرفي (لغط تدفق رئوي)        | عالية الرنة، مع الاشعاع إلي الظهر والإبط                                                                       | تضيق رئوي، وقناة شريانية مفتوحة                |

في البالغين، قد يؤدي فرط ديناميكية الدم أيضا إلي اللغط الوظيفي، كما هو الحال في فقر الدم أو فرط الدرقية.